# Варнавити
Варнавіти або Регулярні каноніки св. Павла (лат. Congregatio Clericorum regularium S. Pauli, B, CRSP) — чернечий орден Римо-католицької церкви, заснований у 1530 році в Мілані. Офіційно орден був затверджений папою римським Климентом VII в 1533 р.
Назва ордену походить від назви першої обителі — храму св. Варнави в Мілані.

## Заснування ордену
Він був заснований в 1530 році трьома італійськими дворянам: Св. Антонієм Марія Захарія (S. Antonio Maria Zaccaria), преподобним Бартоломью Феррарі (Bartolomeo Ferrari), і преподобним Джеймсом Моріджа (Giacomo Antonio Morigia) і затверджений папою Климентом VII в 1533 році. Пізніше статус ордену відкликали, але офіційно він все ще є конгрегацією.Дата і місце заснування тісно пов'язані з Контрреформацією
Народна назва конгрегації — варнавити — походить через свою асоціацію з церквою св. Варнави в Мілані, яка належала варнавитам протягом перших років з дня заснування конгрегації, який спершу фактично був міланським. Св. Карл Борромео, архієпископ Мілану, головував, в 1579 році, як кардинал-захисник, що виконував обов'язки голови ордену, та перебував у Мілані до правління папи Олександра VII (1655—1667), який наказав перенести центр до Риму. Папа Іннокентій XI (1676—1689), однак, видав указ що загальні збори повинні проводитися у Римі та Мілані поперемінно. Ці провінціальні збори проводилися кожні три роки були для обрання нового голови, термін повноважень якого була обмежений цим періодом. На додаток до трьох звичаєвих обітниць бідності, чистоти і послуху, варнавити додали обітницю ніколи не прагнути до будь-якої посади чи статусу гідності, чи приймати їх, крім таких, що покладені Святим Престолом. Сфера їх покликання, крім проповіді в цілому, катехизації, сповіді, служіння в лікарнях і в'язницях, а також виховання молоді, зокрема, також включає в себе відданість ретельному вивченню і експозиції Послання святого Павла.
Їх звичним одягом є чорні сутани (tunica talaris), що походять від звичайного світського одягу міланських священиків за часів святого Карла Борромео. Св.Карл не був їх членом, але є шанованим варнавитами як другий покровитель їх ордену.
Діюча конституція являє собою оновлену версію від 1983 року, яка ефективно враховує зміни з II Ватиканського Собору. Існує жіноча філія черниць — Ангельські сестри св. Павла і конгрегація для одружених людей, Миряни св. Павла (початково відома як Одружені Святого Павла) і іноді пов'язується з Облатками св.Павла (що є у Північній Америці).

## Характер ордену
Як зазначено в офіційній назві, Їх робота натхненна св. Павлом. На додаток до такої діяльності, як виховання молоді, катехизації, місійна діяльність у в'язницях і лікарнях, усі члени зобов'язані вивчати Послання святого Павла. Одяг носив членів чорній рясі чи сутану (tunica talaris), як носили міланські священники в XVI столітті.
Перші місії ордену відбувалися в Італії, Франції, Савойя, Австрії та Чехії. У XVIII столітті почалися місії в Китаї і Бразилії. Сьогодні вони формально наявні в шістнадцяти країнах. Серед них Афганістан, де їхня місія тривала з 1933 року, і перервалася лише при приході режиму талібів до влади.

## Святі варнавитів
З-посеред варнавитів відомо троє святих — це св. Антонія Марія Захарії, св. Олександр Саулі та св. Франциск Б'янкі, в той час як інші знаходяться в стадії вивчення можливості канонізації — в тому числі і преподобний Карл Шилінг.
Конгрегація також має кількох кардиналів, перший з яких є Джакомо Антоніо Моріджі, висвячений в 1699 році.
Белларін Джон, який був гостем утворення, і двічі був помічником генерального настоятеля, також написав ряд праць.

## Теперішній стан
У 2010 році в ордені було 403 монахи, з них 295 священників. Ордену належать 66 монастирів в Італії, інших європейських країнах, а також в США, Бразилії, Аргентині та ін. Генеральна резиденція настоятеля знаходиться в Римі.